# Senza dubbio
Senza dubbio è un brano del duo milanese degli Articolo 31, estratto come terzo singolo dal settimo album Italiano medio, pubblicato nel 2003.

## Tracce
1. Senza dubbio

## Formazione
- J-Ax - voce

### Altri musicisti
- Francesco Bottai - chitarra
- Paolo Costa - basso
- Elio Rivagli - batteria

## Curiosità
Nelle prime scene del video, quelle che si riferiscono al primo dopoguerra, il personaggio che interpreta J-Ax è quello di Johnny Cannuccia, il popolare playboy degli anni '30, già apparso nel video de "La fidanzata".